# DM2A4 Seehecht
Der DM2A4 Seehecht ist ein schwerer Torpedo, der speziell für die deutsche U-Boot-Klasse 212 entwickelt wurde, wobei DM für „Deutsche Modellbezeichnung“ steht. Der Torpedo entspricht mit seinem Durchmesser von 533 mm (21 Zoll) dem Standard in der NATO.

## Entwicklung
Bei dem von STN Atlas Elektronik entwickelten Torpedo DM2A4 „Seehecht“ – Exportbezeichnung „Seahake Mod 4“ – handelt es sich um eine Weiterentwicklung des bereits auf der U-Boot-Klasse 206 eingeführten Torpedos DM2A3. Der DM2A4 ist ein lichtleitergelenkter Mehrzwecktorpedo zur Bekämpfung von Überwasser- und Unterwasserzielen. 

## Technik
Er kann sowohl von Überwasserschiffen als auch von U-Booten aus eingesetzt werden. Seine Einsatztiefe beträgt bis zu 300 m. Der Zusammenbau erfolgt je nach Einsatzerfordernissen und Auftrag wahlweise mit ein bis vier ZnAgO-Kompakt-Batterien. In der Standardkonfiguration mit vier Batterien hat der Torpedo mit Drahtkassette eine Länge von sieben Metern. Angetrieben wird er durch einen Permanentmagnetmotor. Ist der Lichtwellenleiter ausgelaufen, steuert die Bordelektronik des Torpedos den Angriff. Der Torpedokopf enthält die beiden Sensoren, das Torpedosonar und den Kielwassersensor. Mit diesen passiven und aktiven Sensoren begibt sich der Torpedo auf die Suche nach seinem Ziel. Sollte der Torpedo das Ziel verfehlen, kann die Elektronik einen zweiten Angriff steuern („re-attack“). Die Entdeckungswahrscheinlichkeit des extrem leise laufenden Torpedos soll sehr gering sein. Damit der Start möglichst wenig Lärm verursacht, wird der Torpedo geräuschlos mit Wasser aus dem Rohr gedrückt. Erst dann beginnen die zwei Schrauben zu laufen.

## Varianten
Der DM2A4 wird auch in einer preisgünstigeren Variante mit nur einer Batterie und ohne Drahtlenkung als „Medium Speed and Range Wake Homing Torpedo“ angeboten. Seine Länge beträgt hier vier Meter.
Durch sein modulares Konzept soll er für die Zukunft weiter ausbaufähig und modifizierbar sein. Durch Einbau eines speziellen Nutzlastmoduls ist eine Verwendung als Unterwasserdrohne (Unmanned Undersea Vehicle/UUV) möglich. Die Waffe hat eine Länge von 6,6 m, wenn sie mit 4 Batteriemodulen konfiguriert ist, und ist kürzer, wenn sie mit 3 oder 2 Batteriemodulen konfiguriert ist, abhängig von den Anforderungen der Bedieneinheit. 

## Nutzer

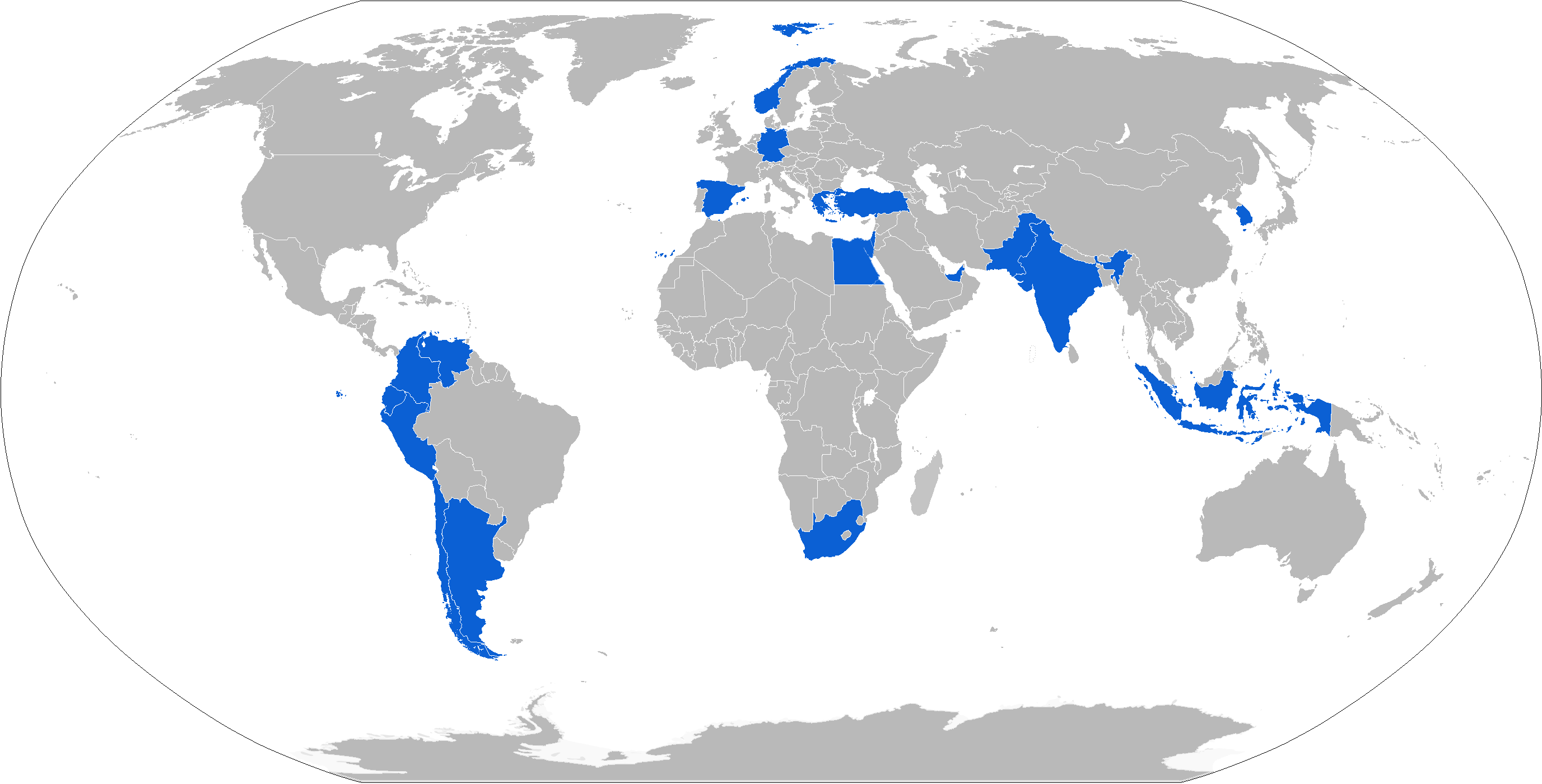

Der DM2A4 Seehecht wird von folgenden Nationen verwendet:
- Argentinien
- Chile
- Kolumbien
- Ecuador
- Deutschland[2]
- Griechenland
- Indien
- Indonesien
- Israel[3]
- Norwegen
- Pakistan
- Peru
- Südafrika
- Südkorea
- Spanien
- Türkei
- Venezuela
- Vereinigte Arabische Emirate: 10 Stück im Jahr 2014 erhalten.[4]